# Gereon Niedner-Schatteburg

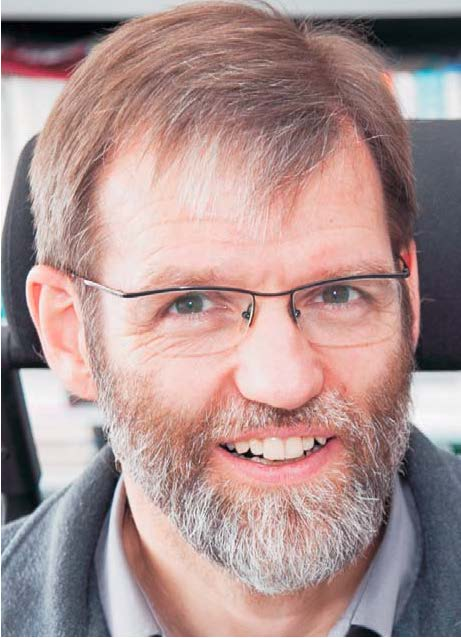
Gereon Niedner-Schatteburg, 2014

Gereon Niedner-Schatteburg  (* 21. November 1959, geb. Niedner) ist ein deutscher Physiker und Chemiker. Er ist Professor für Physikalische Chemie des Fachbereichs Chemie an der Rheinland-Pfälzischen Technischen Universität in Kaiserslautern und seit 2011 Sprecher des DFG-geförderten Transregio Sonderforschungsbereichs SFB/TRR 88 3MET.de.

## Werdegang
Gereon Niedner-Schatteburg erlangte die Mittlere Reife 1975 in Kreiensen und das Wirtschaftsabitur 1978 in Northeim und leistete danach seinen Wehrdienst bei der Marine der Bundeswehr auf dem Zerstörer Schleswig-Holstein ab. Er studierte von 1979 bis 1988 Mathematik und Physik an der Georg-August-Universität Göttingen und promovierte dort 1988 zum Thema Ladungsaustausch und inelastische Streuung in Proton-Molekül-Stößen. Dabei war er von 1982 bis 1989 wissenschaftlicher Mitarbeiter am Max-Planck Institut für Strömungsforschung in der Gruppe von Jan Peter Toennies. 1989 bis 1990 arbeitete Niedner-Schatteburg am Department of Chemistry der University of California, Berkeley in der Gruppe von Yuan T. Lee auf einer Postdoktoranden-Stelle über die Infrarotspektroskopie isolierter Molekülcluster. Danach wurde er Assistent (C1) am Lehrstuhl für Physikalische Chemie II der Technischen Universität München bei Vladimir E. Bondybey und habilitierte sich dort in Fach Chemie mit einer Arbeit zum Thema Struktur und Reaktivität ionischer Metall- und Molekülcluster mittels Fourier-Transform-Ionen-Cyclotron-Resonanz-Massenspektrometrie.
Als Oberassistent und Privatdozent arbeitete und forschte er an der TU München für weitere vier Jahre und nahm dort im Jahr 2000 die Vertretung eines vakanten Lehrstuhls wahr (em. E. W. Schlag). Im gleichen Jahr erhielt er einen Ruf auf eine Professur für Physikalische Chemie an der Technischen Universität Kaiserslautern (ab 2023 Rheinland-Pfälzische Technische Universität Kaiserslautern-Landau (RPTU)) als Nachfolger von Hans-Georg Kuball, den er zum Herbst 2000 annahm. In den Jahren 2001 bis 2008 diente er der Universität u. a. als Studiendekan, Dekan und Prodekan des Fachbereichs Chemie sowie als Mitglied des Senats der Universität. Seit 2011 ist er gewählter Sprecher des von ihm und Manfred Kappes (Karlsruher Institut für Technologie) gemeinsam initiierten Transregio Sonderforschungsbereiches 3MET.de der Deutschen Forschungsgemeinschaft, und seit 2008 stellvertretender Sprecher des Landesforschungszentrum Optik und Materialwissenschaften unter dem Sprecher Martin Aeschlimann. Von 2014 bis 2016 war und ist er gewählter Sprecher des Fachverbandes Molekülphysik in der Deutschen Physikalischen Gesellschaft. Er hatte Gastprofessuren am Institute of Atomic and Molecular Sciences (IAMS) der Academia Sinica in Taipei, Taiwan (2000) und am Laboratoire Chimie-Physique Universität Paris-Süd in Orsay, Frankreich (2005) inne, sowie ein visiting fellowship an der Yale University in New Haven, USA (2013). Er wurde nach seiner Promotion mit dem Reimar-Lüst-Stipendium des Präsidenten der Max-Planck-Gesellschaft ausgezeichnet.
Er steht als geschäftsführendes Vorstandsmitglied der Steinhofer Stiftung an der TU Kaiserslautern vor, und er dient ehrenamtlich dem Freundeskreis des Hohenstaufen-Gymnasiums Kaiserslautern als Vorsitzender. Er ist verheiratet und hat zwei Kinder.

## Forschung
Das Forschungsgebiet von Gereon Niedner-Schatteburg sind reaktive Phänomene in und mit größenselektierten Clustern aus Metallen und Molekülen unter Isolationsbedingungen. Der Schwerpunkt seiner Untersuchungen liegt im Bereich der Kinetik und Spektroskopie von Übergangsmetall-Komplexen und Clustern mit Blick auf die Aktivierung reaktionsträger kleiner Moleküle. Außerdem sucht er nach konzeptionellen Anwendungen für oligonukleare Komplexe der Übergangsmetalle und Lanthanoide als effektive Homogenkatalysatoren, Einzelmolekülmagnete oder optische Effektoren. Grundsätzlich kombiniert Gereon Niedner-Schatteburg in seinen Experimenten Ionenfallen und hochauflösende Massenspektrometer mit Infrarot-Laser-Pulsen oder Röntgen-Synchrotron-Strahlung, letztere mittels des BESSY II Synchrotrons des Helmholtz-Zentrums für Materialien und Energie in Berlin. Niedner-Schatteburg hat ca. 100 wissenschaftliche Publikationen in internationalen Zeitschriften und mehrere Buchkapitel veröffentlicht.